# 徳山女子短期大学
徳山女子短期大学（とくやまじょしたんきだいがく、英語: Tokuyama Women's College）は、山口県徳山市久米栗ヶ迫843の4の2番地に本部を置いていた日本の私立大学である。1987年に設置され、2004年に廃止された。大学の略称は徳短（とくたん）または徳女。

## 概要

### 大学全体
- 山口県徳山市[注 2]に所在した日本の私立短期大学で、設置主体は学校法人徳山教育財団。
- 学科数１、入学定員100名体制で1987年に開学[2]。1990年度より入学定員150名に増員。1995年度の395人をピークに以後は減少し続け、1998年度より定員割れとなる[注 3]。
- 2002年度の入学生を最後に[注釈 2]、2004年に短期大学としての使命を終える[4]。

### 教育および研究
- 経営秘書・情報デザイン・国際コミュニケーション・医事体育の各コースがあった。医事体育コースでは、スクーバダイビング実習という授業があり、スクーバダイビングライセンスの取得が可能だった[5]。

## 沿革
- 1986年
  - 4月1日 徳山女子短期大学の設置見込みがたつ[6]。
  - 10月 1987年の開学を目指す計画を発表する[7]。
  - 12月23日 左記を以て文部省[注 5]より短期大学の設置が認可される[8]。
- 1987年
  - 4月1日 徳山女子短期大学が以下の学科体制にて開学する[9]。
    - 経営情報学科 入学定員100名[10]
- 1990年
  - 4月1日 経営情報学科の入学定員を100[11]→150[12]に増員[13]。
- 2002年
  - 4月1日 この年度で学生募集を終了とする[注釈 2]。
- 2004年
  - 11月2日 左記を以て正式に廃止[4]。

## 基礎データ

### 所在地
- 山口県徳山市久米栗ヶ迫843の4の2番地[注釈 1]

### 年度別学生数
- 各年の学生数はその該当年度の5月1日時点でのデータである。なお、2000年度以降は、当該当年度以降の『全国学校総覧』において学生数の記載がないため省略した。

| -      | 入学定員 | 総定員 | 学生数 | 出典     |
| ------ | -------- | ------ | ------ | -------- |
| 1987年 | 100      | 100    | 女142  | [ 14 ]   |
| 1988年 | 100      | 200    | 女263  | [ 15 ]   |
| 1989年 | 100      | 200    | 女255  | [ 16 ]   |
| 1990年 | 150      | 250    | 女319  | [ 17 ]   |
| 1991年 | 150      | 300    | 女383  | [ 18 ]   |
| 1992年 | 150      | 300    | 女383  | [ 注 6 ] |
| 1993年 | 150      | 300    | 女378  | [ 21 ]   |
| 1994年 | 150      | 300    | 女380  | [ 22 ]   |
| 1995年 | 150      | 300    | 女392  | [ 23 ]   |
| 1996年 | 150      | 300    | 女356  | [ 24 ]   |
| 1997年 | 150      | 300    | 女304  | [ 25 ]   |
| 1998年 | 150      | 300    | 女274  | [ 26 ]   |
| 1999年 | 150      | 300    | 女219  | [ 27 ]   |

## 教育および研究

### 組織

#### 学科
- 経営情報学科 入学定員150名[注 7]

#### 専攻科
- なし

#### 別科
- なし

#### 取得資格について
- 秘書士・情報処理士のほか、日商簿記や色彩検定や実用英語技能検定の合格支援も行われていた[29]。

### 研究
- 『徳山女子短期大学研究紀要』[30]

## 学生生活

### 学園祭
- 徳山女子短期大学の学園祭は「緋衣祭」と呼ばれていた[注 8]

## 大学関係者と組織

### 大学関係者組織
- 徳山女子短期大学の同窓会は「サルビア会」と称する。凡そ2,200人が会員となっている[32]。

### 大学関係者一覧
歴代学長
- 高村坂彦
- 勝原文夫

#### 著名な出身者
- 原田かおり - 山口放送アナウンサー
- 田中亜弥 - フリーアナウンサー

## 施設

### キャンパス
- 大学から少し離れた場所に短大の校舎があった[33]。その場所に、同窓生による記念碑が建てられた。

### 寮
- 「大内寮」

## 対外関係

### 系列校
- 徳山大学

## 卒業後の進路について

### 編入学・進学実績
- 徳山大学ほか大阪経済法科大学・大阪産業大学・神戸学院大学・東亜大学・九州国際大学・久留米大学などがある[34]。